# 3937 Bretagnon
3937 Bretagnon este un asteroid din centura principală, descoperit pe 14 martie 1932 de Karl Reinmuth.